# Acmocerinos
Acmocerinos (Acmocerini) é uma tribo de coleópteros da subfamília Lamiinae; compreende 24 espécies, em seis gêneros.

## Sistemática
- Ordem Coleoptera
  - Subordem Polyphaga
    - Infraordem Cucujiformia
      - Superfamília Chrysomeloidea
        - Família Cerambycidae
          - Subfamília Lamiinae
            - Tribo Acmocerini (Thomson, 1864)
              - Gênero Acmocera (Thomson, 1858)
              - Gênero Acridocera (Jordan, 1903)
              - Gênero Acridoschema (Thomson, 1858)
              - Gênero Discoceps (Jordan, 1894)
              - Gênero Epidiscoceps (Téocchi & Sudre, 2009)
              - Gênero Fasciculacmocera (Breuning, 1966)